# Ioan Piuariu-Molnar
Ioan Piuariu-Molnar (n. 1749, Sadu, Sibiu – d. 16 martie 1815, Cluj) este primul medic titrat român, filolog și traducător. 
Chirurg al Universității din Viena, medic la Sibiu și profesor de oftalmologie la Școala medico-chirurgicală din Cluj. Autor al celei dintâi gramatici româno-germane, al unei istorii universale și al unui dicționar român-german. A inițiat prima publicație științifică medicală, Sfătuire către studenții în chirurgie (1793) și a colaborat la redactarea lui Supplex Libellus Valachorum.
A fost inițiat în loja masonică sibiană „St. Andreas”, la 16 septembrie 1781. Gradele de Companion și Maestru le-a primit în aceeași lojă, la 17 aprilie 1783 și, respectiv, 13 octombrie 1784.

### Date biografice
- Este autorul celei dintâi gramatici româno-germane.
- S-a numărat printre cei care au redactat Supplex Libellus Valachorum.
- A inițiat prima publicație științifică medicală românească, Sfătuire către studenții în chirurgie în anul 1793.
- A tălmăcit prima lucrare de Istorie universală, introducând și pasaje cu contribuții proprii.

### Lucrări
- Economia stupilor - (1785)
- Sfătuire către studenții în chirurgie - (1793)
- Supplex Libellus Valachorum-  (1791)
- Retorica, adica învațătura și întocmirea frumoasei cuvântări - (1798)

## Galerie de imagini

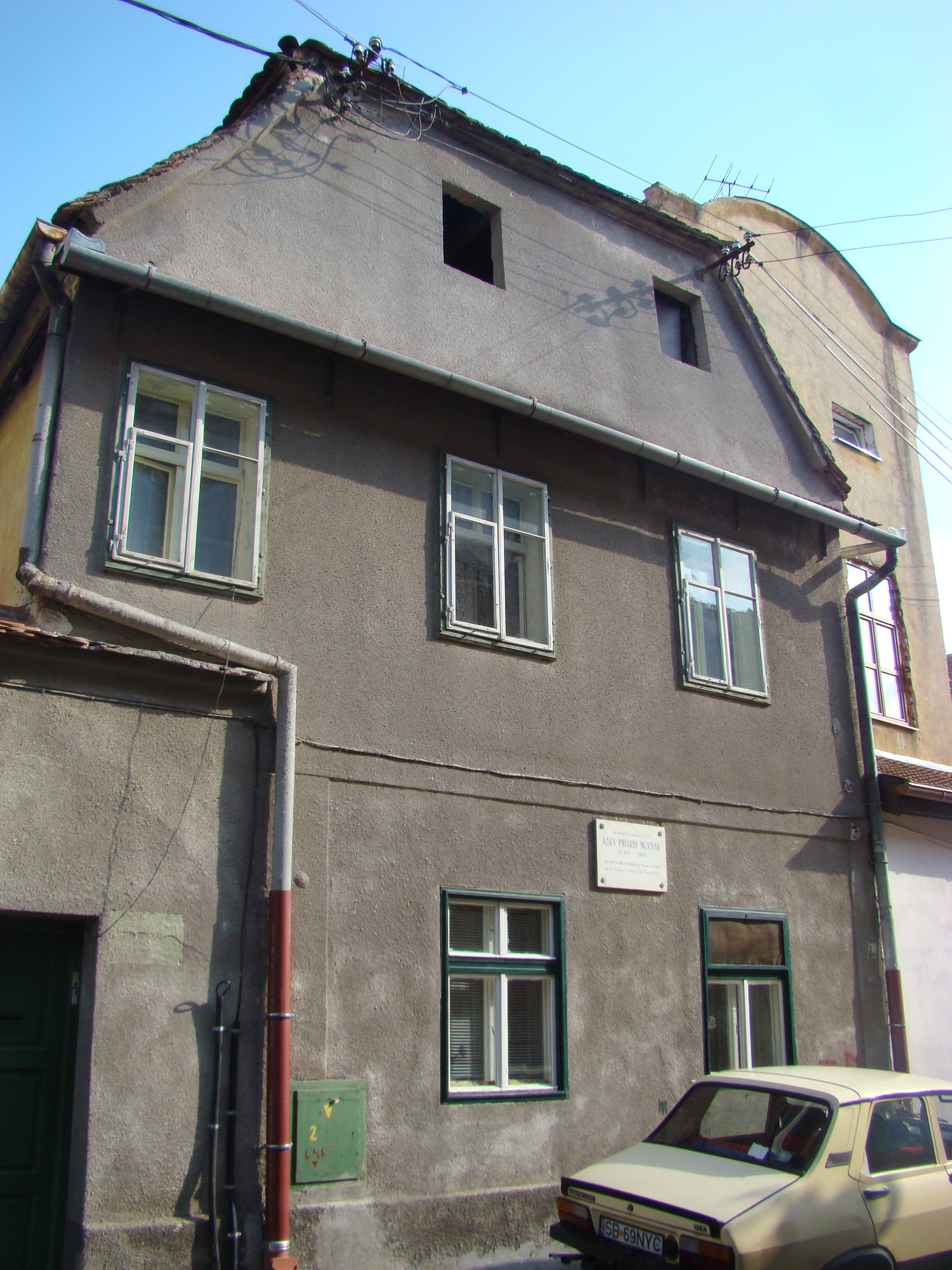
Casa din Sibiu în care a locuit Ioan Piuariu-Molnar
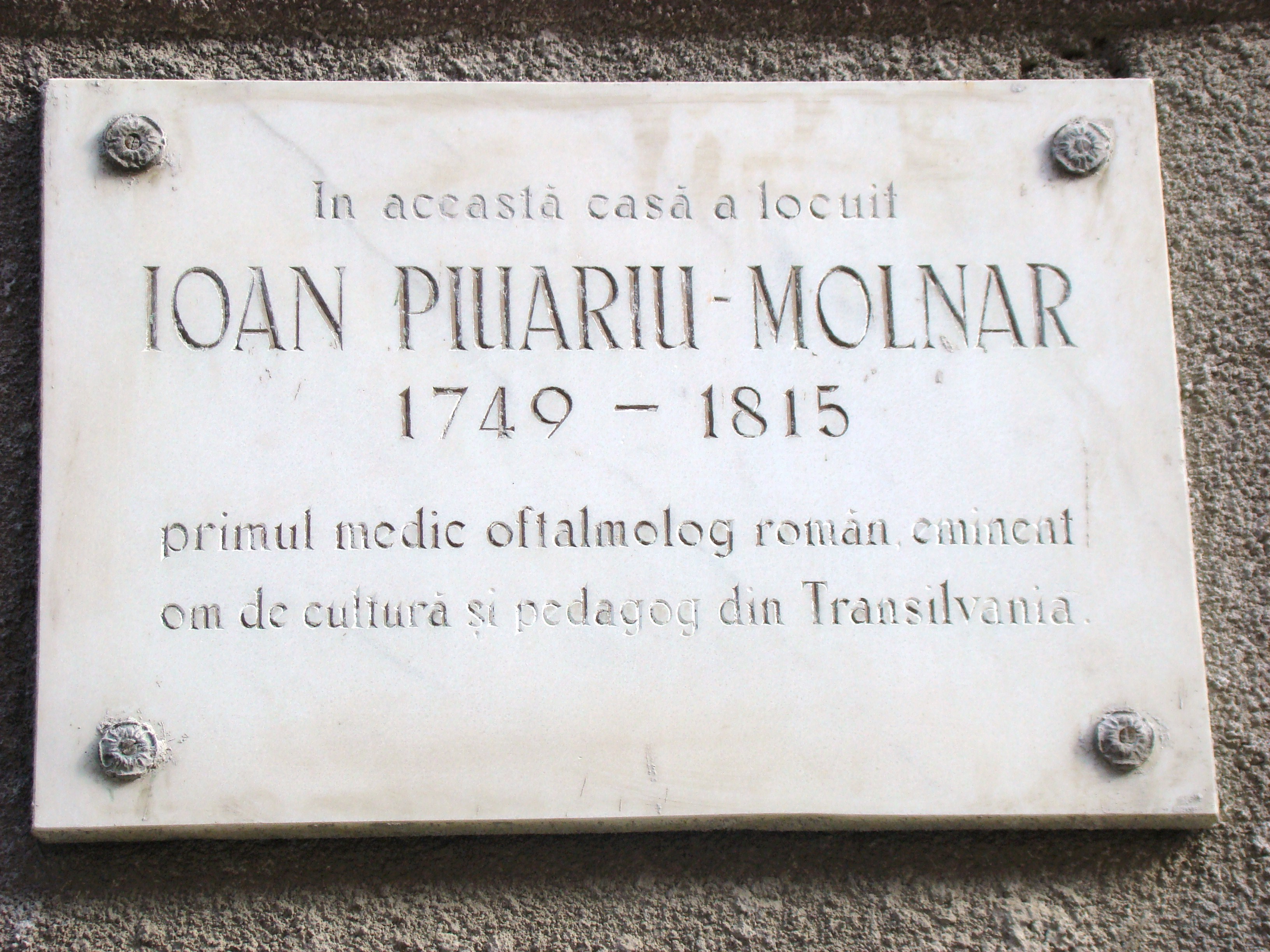
Casa din Sibiu în care a locuit Ioan Piuariu-Molnar
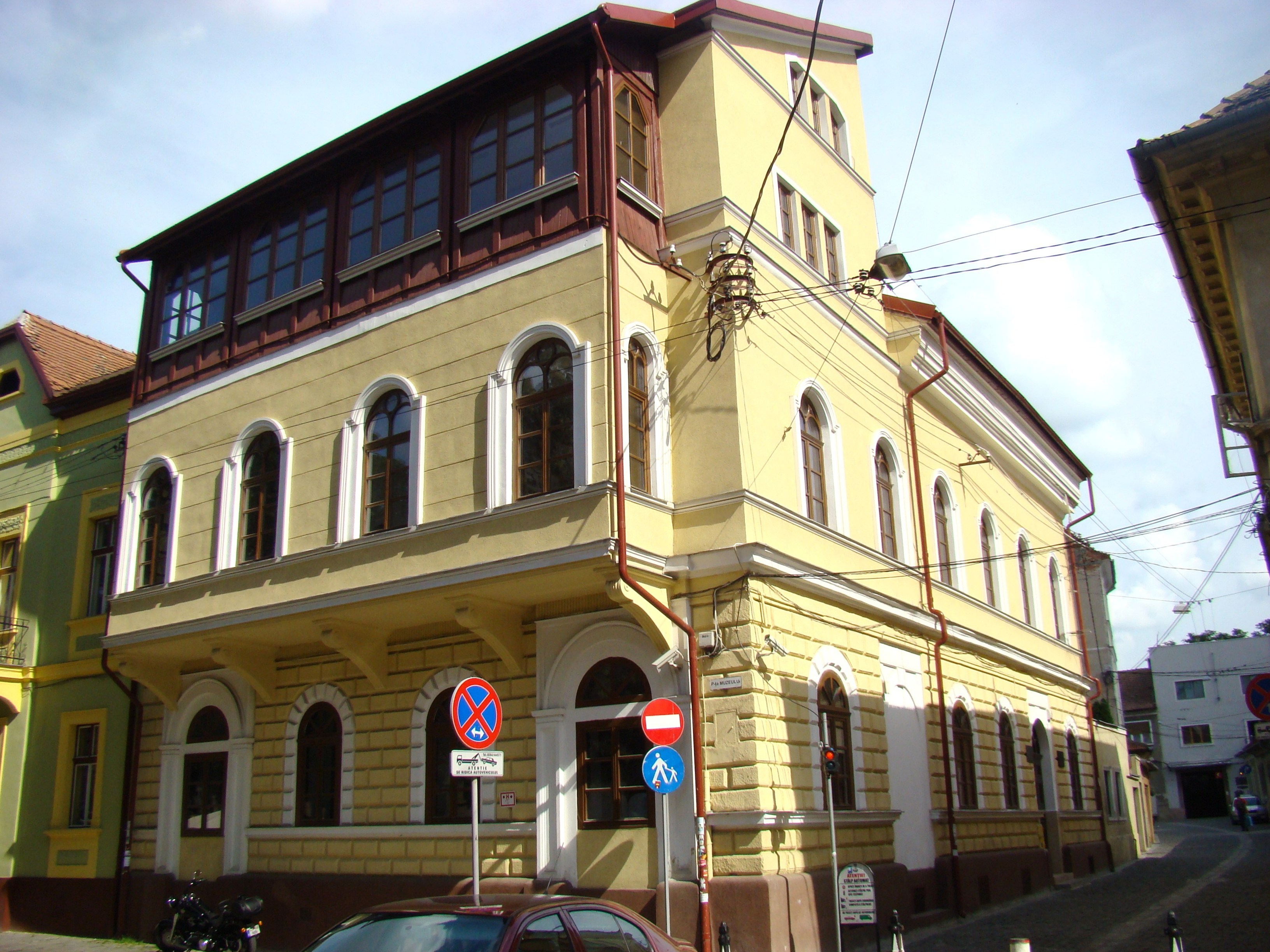
Casa în care a locuit „vestitul medic oculist român Ioan Piuariu-Molnar în timpul predării cursurilor la Institutul medico-chirurgical din Cluj”
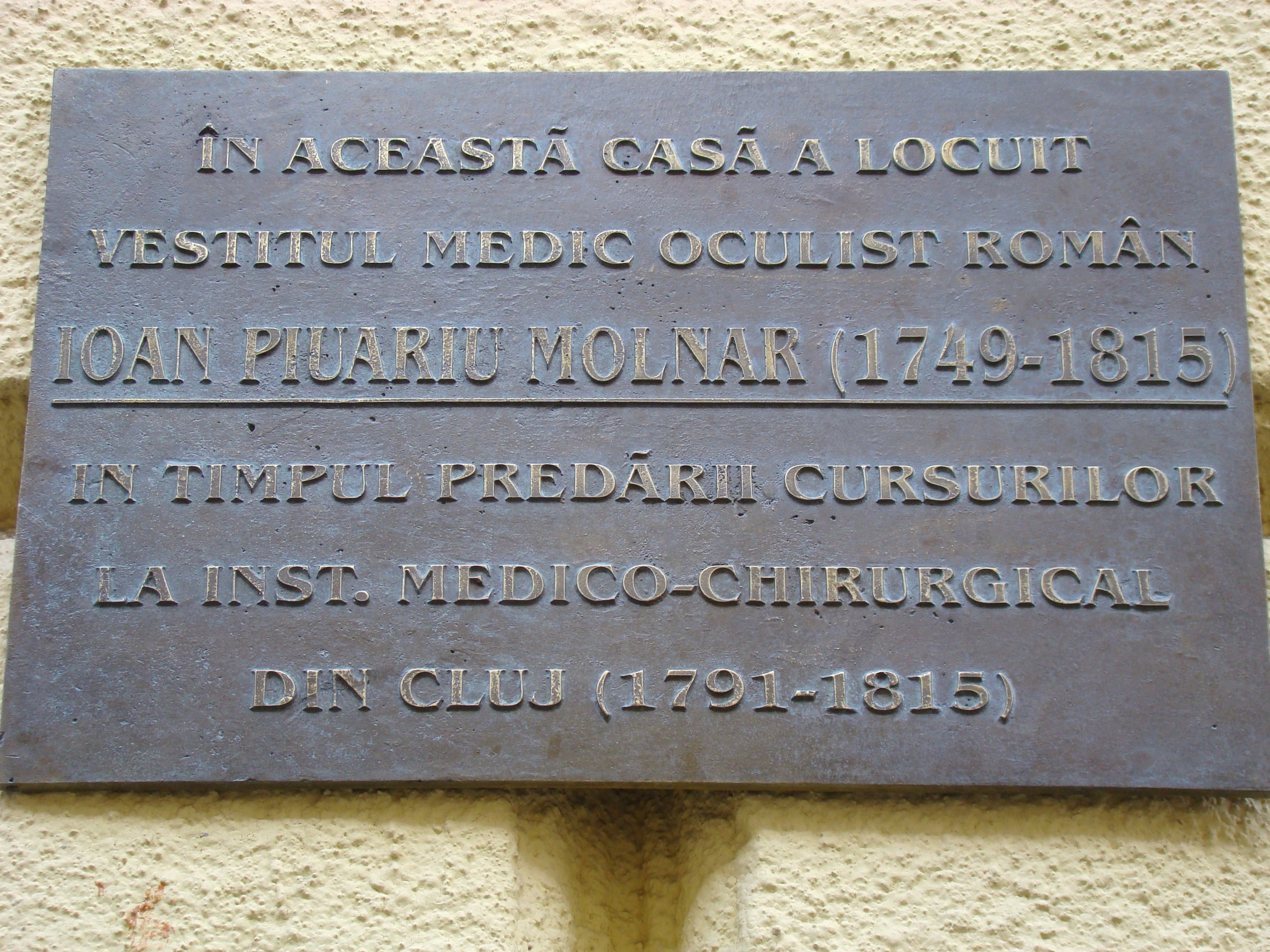
Casa în care a locuit „vestitul medic oculist român Ioan Piuariu-Molnar în timpul predării cursurilor la Institutul medico-chirurgical din Cluj”